# Brusnica (Republika Serbska)
Brusnica (cyr. Брусница) – wieś w Bośni i Hercegowinie, w Republice Serbskiej, w gminie Lopare. W 2013 roku liczyła 367 mieszkańców.